# Durchlochen
Das Durchlochen ist ein Fertigungsverfahren aus der Gruppe des Eindrückens, das zum Druckumformen zählt.
Beim Durchlochen wird in einem Werkstück ein Loch hergestellt, indem es von beiden Seiten bis etwa zur halben Werkstückhöhe durch Dornen bearbeitet wird. Die beim Durchlochen entstehenden Reste sind deutlich kleiner als beispielsweise beim Bohren. Genutzt wird das Durchlochen häufig in Fabriken, in denen auch andere Umformverfahren angewandt werden, insbesondere bei der Herstellung von Ringen für das anschließende Ringwalzen. In diesem Fall wir das Durchlochen wegen der geringereren Bearbeitungskräfte meist als Warmumformen durchgeführt, wobei Werkzeuge zum Einsatz kommen, die aus Warmarbeitsstahl bestehen. Bei der Kaltumformung sind Werkzeuge aus Kaltarbeitsstahl ausreichend.